# Districte de Les Sables-d'Olonne
El Districte de Les Sables-d'Olonne és un dels tres districtes amb què es divideix el departament francès de la Vendée, a la regió del País del Loira. Té 11 cantons i 83 municipis. El cap del districte és la sotsprefectura de Les Sables-d'Olonne.

## Cantons
cantó de Beauvoir-sur-Mer - cantó de Challans - cantó de L'Île-d'Yeu - cantó de La Mothe-Achard - cantó de Moutiers-les-Mauxfaits - cantó de Noirmoutier-en-l'Île - cantó de Palluau - cantó de Les Sables-d'Olonne - cantó de Saint-Gilles-Croix-de-Vie - cantó de Saint-Jean-de-Monts - cantó de Talmont-Saint-Hilaire